# Unciaal 051
Unciaal 051 (nummering volgens Gregory-Aland) is een van de Bijbelse handschriften. Het Griekse handschrift dateert uit de 10e eeuw en is geschreven met hoofdletters (uncialen) op perkament.

## Beschrijving
Het bevat de tekst van de Openbaring van Johannes (1:1-11:14, 13:2-3, 22:8-14) en met een commentaar van Andreas van Caesarea. De gehele Codex bestaat uit 92 bladen (23 x 18 cm) en werd geschreven in een kolom per pagina, 22 regels per pagina, 13-15 letters per regel.
Kurt Aland plaatste de codex in categorie III.

## Geschiedenis
Het manuscript werd geschreven in Italië. In 1899 fotografeerde Kirsopp Lake één pagina uit dit boek. In 1902 werd het grondig onderzocht door Gregory die de tekst ook gedeeltelijk ordende. Hoskier bewerkte de tekst in 1929.
Het handschrift bevindt zich in het klooster Pantokratoros in Athos.